# Partido Azul
Azul ist ein Partido im Zentrum der Provinz Buenos Aires in Argentinien. Laut einer Schätzung von 2019 hat der Partido 67.495 Einwohner auf 6.615 km². Der Verwaltungssitz ist die Stadt Azul.

## Orte
Azul ist in 5 Ortschaften und Städte, sogenannte Localidades, unterteilt.
- Azul
- Chillar
- Cacharí
- Dieciséis de Julio
- Ariel